# Patty Boydstun
Patricia "Patty" Boydstun (* 22. Dezember 1951 in Council, Idaho) ist eine ehemalige US-amerikanische Skirennläuferin.
Zwischen 1969 und 1972 nahm Boydstun für die Vereinigten Staaten an Rennen im Weltcup teil. Sie trat fast ausschließlich in Slalomrennen an, wobei sie sich neun Mal unter den besten Zehn platzierte. Im Gesamtweltcup erreichte sie in der Saison 1969/70 den 30. Platz, 1970/71 den 26. und 1971/72 sogar den 24. Rang. Bei den Olympischen Winterspielen 1972 in Sapporo erreichte sie den achten Platz im Slalom. 1970 wurde sie US-amerikanische Meisterin in dieser Disziplin.
Boydstun hat an der Western Washington University studiert. Nach dem Ende ihrer aktiven Karriere zog sie in die Nähe von McCall, Idaho, wo sie mit ihrem Ehemann als Skitrainer und -polizist in den umliegenden Bergen arbeitet.